# Ioan Tăutu

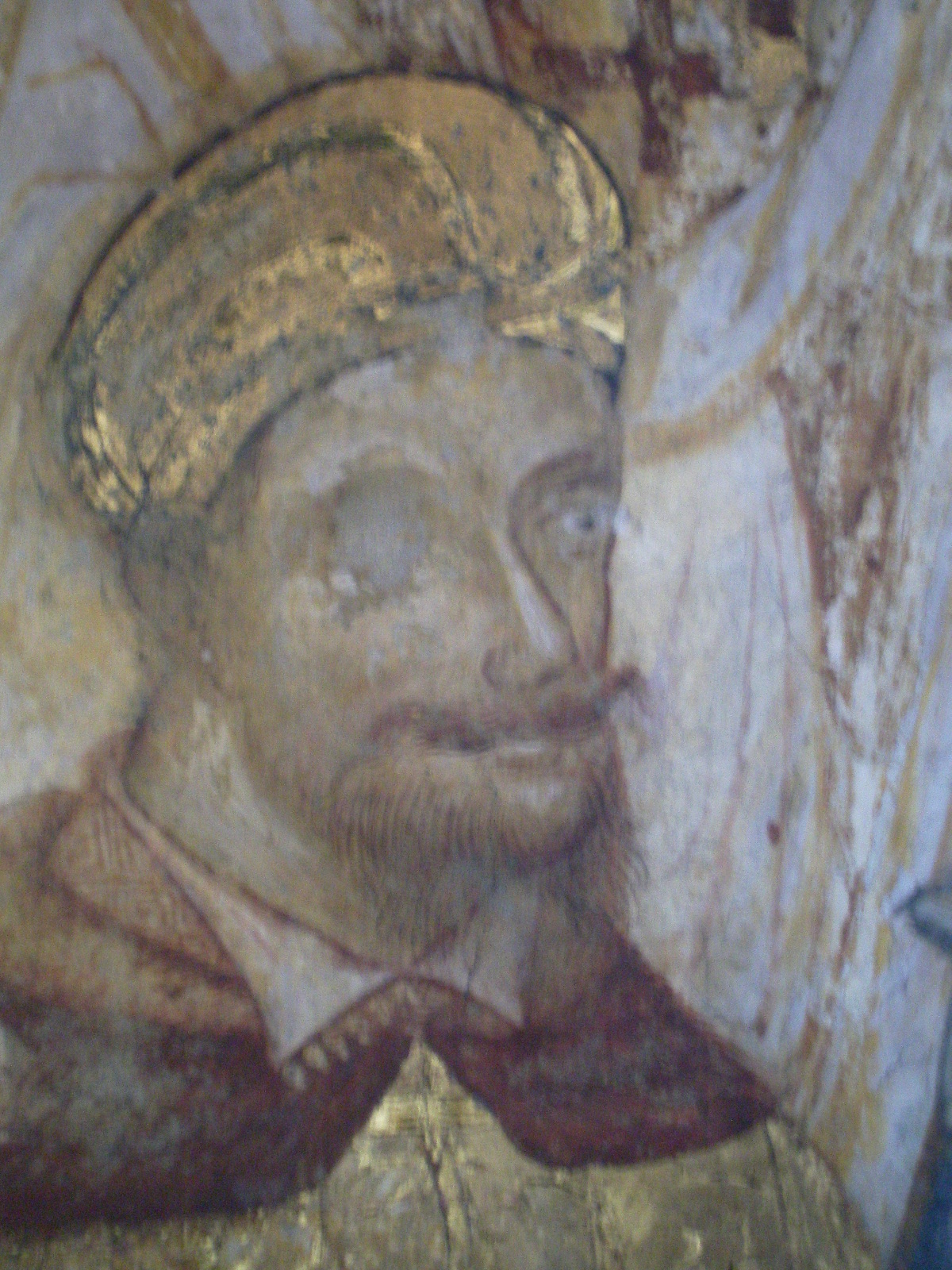
Ioan Tăutu, fragment din tabloul votiv al Bisericii "Sf. Nicolae" din Bălinești

Ioan Tăutu (n.1440 - d. 1511) a fost un mare logofăt moldovean în timpul domnitorilor Ștefan cel Mare (1457-1504) și Bogdan al III-lea cel Orb (1504-1517). A avut misiuni diplomatice în Polonia, Veneția și Turcia.

## Menționarea sa în cronicile moldovenești
Numele logofătului Tăutu a fost consemnat în letopisețul lui Grigore Ureche și în legendele relatate de Ion Neculce.
Conform relatării lui Grigore Ureche, în anul 1497, înaintea bătăliei de la Codrii Cosminului, Ștefan cel Mare i-a trimis pe logofătul Tăutu și pe vistiernicul Isac cu solie la regele Poloniei, Ioan Albert. Regele polon i-a primit pe soli, a acceptat darurile trimise de voievodul moldovean, dar nu a divulgat planurile de atacare a Moldovei. După ce regele polon s-a îndreptat cu oastea spre Pocuția, Ștefan cel Mare i-a trimis din nou pe cei doi soli cu daruri. Craiul a acceptat darurile, i-a luat prizonieri pe cei doi soli și i-a trimis la Liov.
Ion Neculce consemnează în „O samă de cuvinte” (1732) legenda conform căreia logofătul ar fi fost împroprietărit de către regele Poloniei , după încheierea păcii între Polonia și Moldova în 1499. El a fost răsplătit datorită succeselor sale pe plan diplomatic, fapt confirmat în stăpânirea sa asupra unei părți importante a Țării de Sus, probabil danii din partea domnitorului. Centrul acestor moșii se afla la Bălinești, lângă Siret, unde se află ruinele curților sale și Biserica „Sf. Nicolae”, ctitoria sa.
„Când au aședzat pace Ștefan-vodă cel Bun cu leșii, fiind Ion Tăutul logofăt mare, l-au trimis sol la leși. Și au dăruit craiul leșescu Tăutului aceste sate la margine: Câmpul Lungu rusescu, Putila, Răstoaceli, Vijnița, Ispasul, Milie, Vilavce, Carapciul, Zamostie, Vascăuții, Voloca. Toate acestea le-au dăruit craiul leșescu Tăutului logofătului. Și au pus hotar apa Cirimușul, întru o duminică dimineața.”—Ion Neculce
În iulie 1504, după moartea lui Ștefan cel Mare, domnitorul Bogdan al III-lea a trimis pe logofătul Tăutu cu solie la sultanul Imperiului Otoman pentru a închina țara și a plăti tribut. „Iară împărățiia de bucurie mare cu dragoste i-au priimit și au dăruit toți banii Tăutului logofătului celui mare și i-au adus în țară și au ziditu pre acei bani o sfântă bisérică în satu în Bălinești, ce este la ținutul Sucévii și trăiește pănă astăzi”..
Tot Neculce relatează în „O samă de cuvinte” despre misiunea logofătului la Înalta Poartă unde, după descrierea vestimentației și îndeosebi a încălțărilor turcești, a covoarelor care erau așternute pe podea, pomenește de faptul că solului moldovean i s-ar fi oferit o cafea fierbinte. Neștiind ce băutură este și cum să o bea și nevrând să se facă de râs, logofătul a dat cana peste cap și și-a opărit limba și gura. Logofătul Tăutu este considerat a fi primul băutor de cafea din Moldova.
„După ce au luat Bogdan-vodă domnia, au și triimis pre Tăutul logofătul sol la turci, când au închinat țara la turci. Și așè vorbăscu oamenii, că l-au pus viziriul de au ședzut înaintea viziriului pre măcat, și n-au fost având mestei la nădragi, că, trăgându-i ciubotile, numai cu colțuni au fost încălțat. Și dându-i cahfè, nu știè cum o va bè. Și au început a închina: „Să trăiască împăratul și viziriul!“. Și închinând, au sorbit felegeanul, ca altă băutură.”—Ion Neculce
În anul 1505, logofătul Tăutu a intermediat căsătoria lui Bogdan al III-lea cu principesa Elisabeta, sora regelui Poloniei, cu scopul de a întări relațiile dintre cele două țări. În urma acestei înțelegeri, domnitorul moldovean a consimțit să cedeze Pocuția către Regatul Polon. Noul rege al Poloniei, Sigismund I (1506-1548) a respins însă căsătoria proiectată, păstrând Pocuția.
În 1509, au început o serie de tratative pentru încheierea unui tratat de pace moldo-polon. Acest documenta a fost semnat la 22 ianuarie 1510 din partea Moldovei de către logofătul Tăutu, Isac (pârcălabul de Roman) și boierii Ivancin și Petrică. Tratatul a fost ratificat în martie 1510 și de conducătorii celor două țări, Bogdan al III-lea și Sigismund.
Logofătul Ioan Tăutu a murit în anul 1511, fiind înmormântat în pronaosul Bisericii „Sf. Nicolae” din Bălinești.

## Ctitor al Bisericii „Sf. Nicolae” din Bălinești
În perioada 1494-1499, logofătul Ioan Tăutu a ctitorit Biserica „Sf. Nicolae” din Bălinești, care a avut rolul de biserică de curte boierească și necropolă a familiei logofătului Tăutu.
Pisania bisericii s-a păstrat pe zidul sudic al edificiului, într-un chenar, având o inscripție în limba slavonă (una dintre cele mai mari de acest gen din România) care relatează numai data terminării construcției, nu și data începerii. Textul inscripției este următorul: „Cu voia Tatălui, cu ajutorul Fiului și cu săvârșirea Sfântului Duh, pan Ion Tăutul logofăt a început a zidi această casă (hram) întru numele celui între sfinți, părintelui nostru, arhierarhul și făcătorul de minuni Nicolae, în zilele binecredinciosului și de Hristos iubitorului Domn Io Ștefan Voievod; și s-a săvârșit în anul 7007, luna decembrie 6”. În partea dreaptă a chenarului se află o însemnare cu textul: „Dragotă Tăutulovici”, care dezvăluie că acest Dragotă, fiul lui Tăutu, s-a îngrijit de realizarea inscripției sau a fost făcută poate de el.
Anul 7007 este desigur redat în cronologia erei bizantine și ar corespunde anului 1498 de la nașterea lui Christos. Totuși, până la anul 1572 se utiliza în Moldova stilul de la 1 ianuarie, iar după această dată stilul bizantin de la 1 septembrie. Ca urmare, anul 7007 reprezintă anul 1499 și nu 1498. Faptul că biserica a fost sfințită abia la 6 decembrie 1499 (de ziua hramului) se datorează faptului că logofătul Ioan Tăutu a trimis cu solie în Polonia în anul 1497, fiind închis la Liov.
Despre construcția acestei biserici vorbește și cronicarul Grigore Ureche în Letopisețul țărâi Moldovei, de când s-au descălecat țara și de cursul anilor și de viiața domnilor carea scrie de la Dragoș vodă până la Aron vodă. El spune următoarele: „Bogdan vodă daca stătu la domnie, gândi să-ș întărească lucrurile întăi cu vecinii și să-ș arate nume bun. Pe învățătura tătâne-său, a lui Ștefan vodă, trimis-au la împărățiia turcilor pre Tăutul logofătul cel mare, cu slujitori, pedestrime, dărăbani, de au dus birul, zéce povoară de bani și s-au închinatu cu toată țara la sultan Suleimanu împăratul turcescu. Iară împărățiia de bucurie mare cu dragoste i-au priimit și au dăruit toți banii Tăutului logofătului celui mare și i-au adus în țară și au ziditu pre acei bani o sfântă bisérică în satu în Bălinești, ce este la ținutul Sucévii și trăiește pănă astăzi.” Alexandru Odobescu consideră eronată afirmația cronicarului Ureche. Conform pisaniei, biserica a fost clădită în vremea lui Ștefan cel Mare și nu în cea a lui Bogdan al III-lea (1504-1517), deci nu putea fi construită cu banii de la sultan. În plus, logofătul nu putea să trateze cu sultanul Soliman I, deoarece acesta din urmă a urcat pe tron în anul 1520, la 11 ani după moartea lui Tăutu.

## Perpetuarea memoriei sale
Cunoscut în special datorită menționării sale în cronica lui Ion Neculce, numele logofătului Tăutu a fost dat unor străzi din mai multe localități ale României (București, Bacău, Galați, Ploiești).

## Imagini

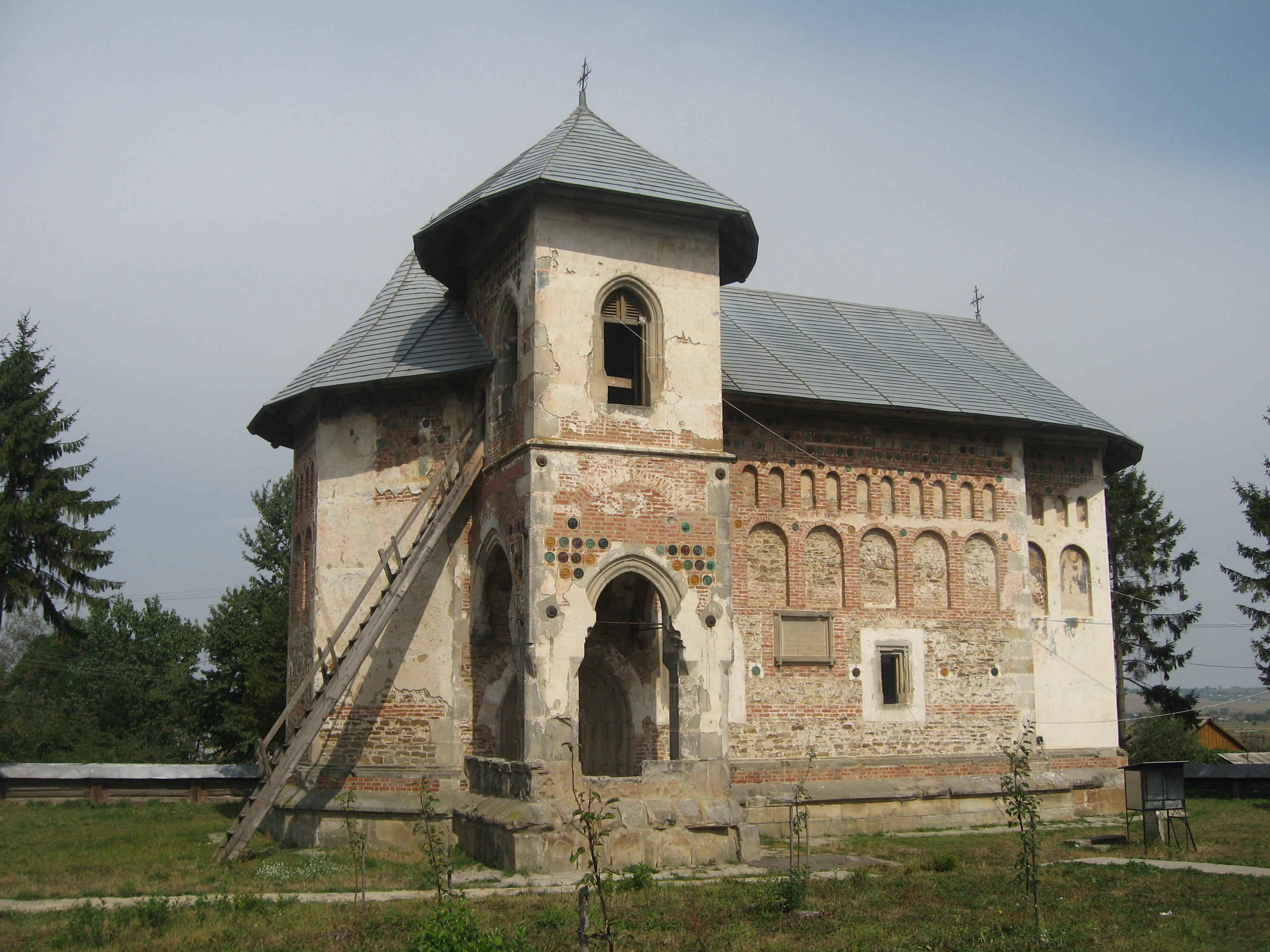
Biserica „Sf. Nicolae” din Bălinești, ctitoria logofătului Tăutu și locul unde a fost înmormântat
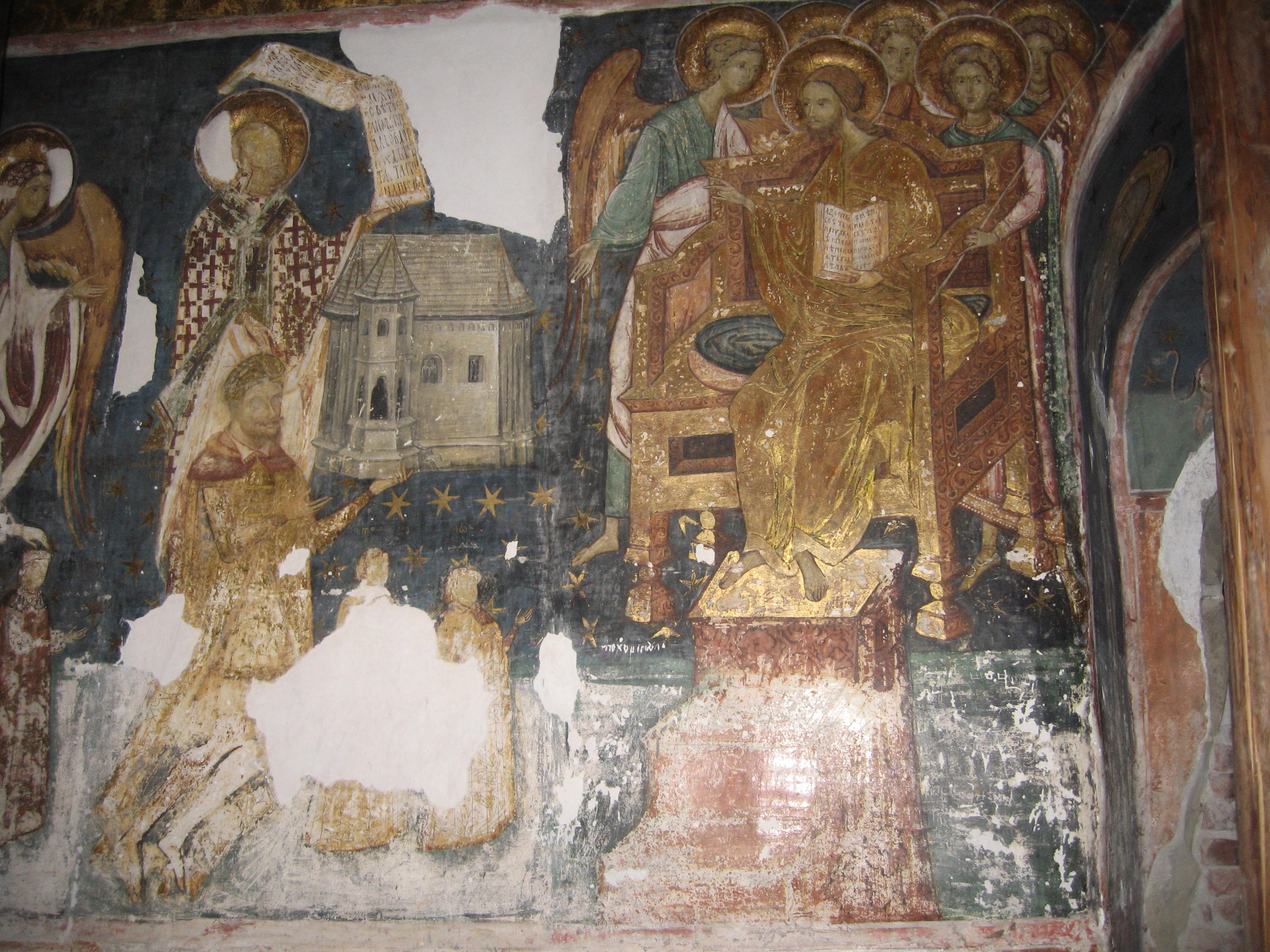
Tabloul votiv din Biserica „Sf. Nicolae” din Bălinești
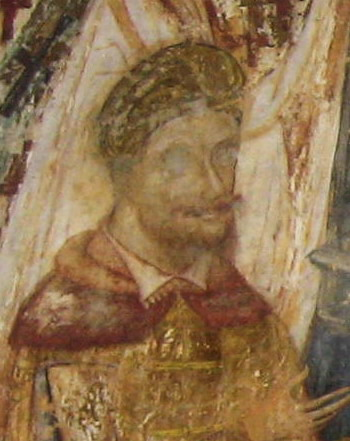
Logofătul Tăutu, imagine din tabloul votiv de la Bălinești
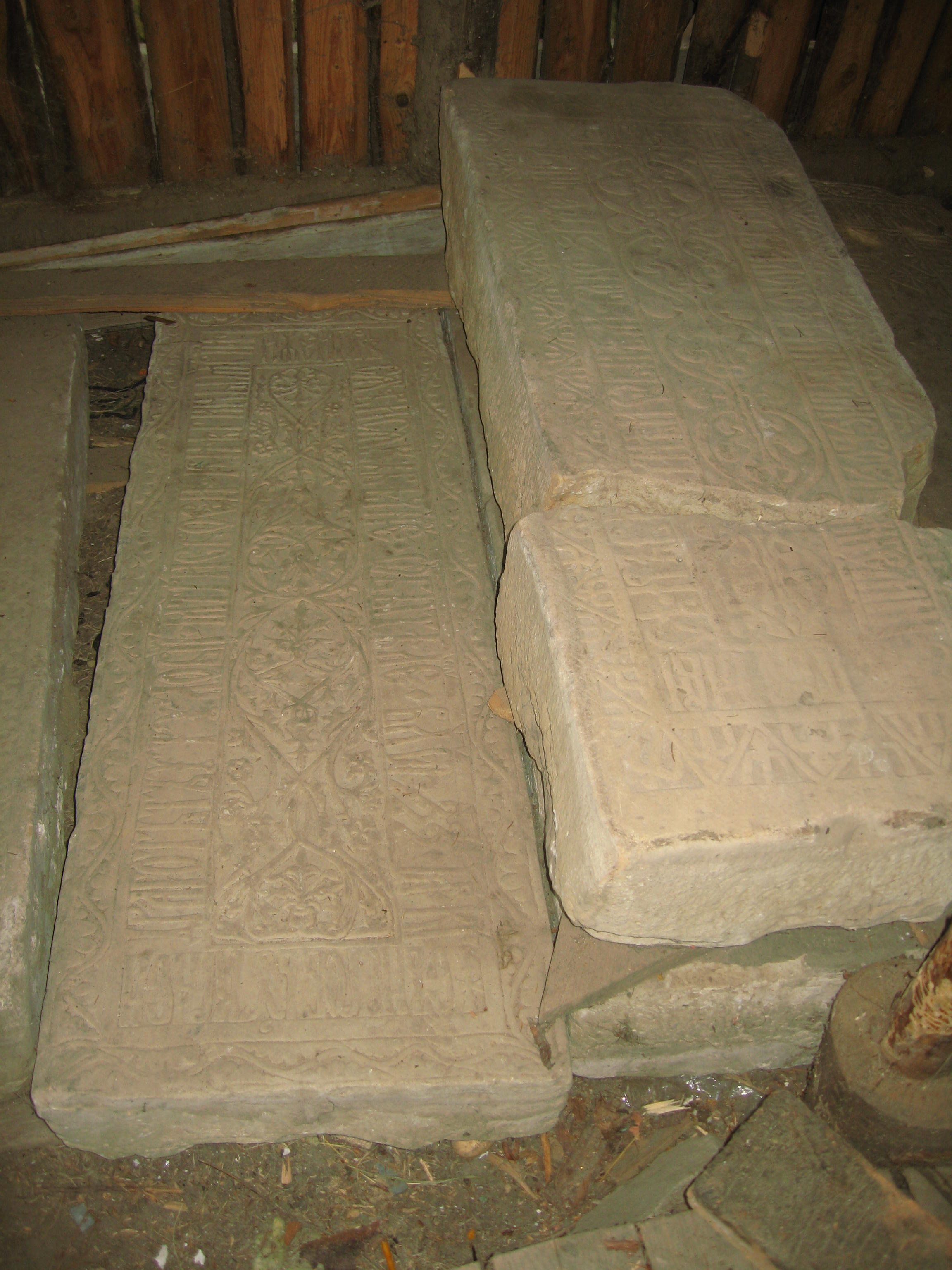
Pietrele de mormânt ale membrilor familiei Tăutu din Biserica „Sf. Nicolae” din Bălinești